# Pont de Berne
Le pont de Berne est un pont couvert en bois sur la Sarine, situé dans le canton de Fribourg, en Suisse.

## Situation
Le pont de Berne est l'un des cinq ponts de la Basse-Ville de Fribourg. Il est précédé en amont du pont de la Motta, de celui de Saint-Jean et de celui du Milieu, il précède en aval celui de Zaehringen. À peu de distance se trouve le pont du Gottéron, qui enjambe la vallée du même nom. Le Gottéron conflue avec la Sarine quelques mètres en aval après le pont de Berne.

## Histoire
Construit en 1250, soit un siècle après la fondation de la ville, c'est l'un des plus anciens de Suisse. Au cours des siècles, il a été régulièrement rénové, restant de nos jours le dernier pont en bois couvert de Fribourg. La pile centrale, en pierre, date du XVIIe siècle, de même que l'arche en tuf du côté sud, aujourd'hui remplie de terre. 
Jusqu'en 1838, le pont était défendu par la tour-porte des Mouches, ouverture dans les remparts de la Basse-ville.
Ce pont fait partie depuis l'inventaire de 1995 des Biens culturels d'importance nationale dans le canton de Fribourg. L'aspect actuel date de 1653. Après la dernière rénovation de 2011, Dans l'urgence, de nouveaux travaux doivent être entrepris en 2023, à la suite de faiblesses de certaines poutres en chêne. La toiture, à la suite de fuites, sera refaite ainsi que le platelage de roulement des véhicules.

### Sources
- Sébastien Julan, « Fribourg Ponts et passerelles - Traits d’union sur la Sarine », sur lagruyere.ch, 8 août 2006 (consulté le 7 avril 2008).
- Pierre Delacrétaz, Fribourg jette ses ponts, Chapelle-sur-Moudon, éditions Ketty et Alexandre, 1990.
- Pont de Berne sur Structurae, consulté le 15 avril 2009.